# Saffron Walden
Saffron Walden este un oraș în comitatul Essex, regiunea East, Anglia. Orașul se află în districtul Uttlesford a cărui reședință este.